# John Danielsen
John Danielsen (ur. 13 lipca 1939 w Odense) – duński piłkarz grający podczas kariery na pozycji pomocnika.

## Kariera klubowa
Karierę piłkarską John Danielsen rozpoczął w klubie Boldklubben 1909 w 1956. Z Odense zdobył mistrzostwo Danii w 1959 i 1964 oraz Puchar Danii w 1962. W 1968 przeszedł do niemieckiego Werderu Brema. Z Werderem zdobył wicemistrzostwo RFN w 1968. W 1970 został zawodnikiem FC Chiasso. Ostatnim klubem w karierze Danielsena był Boldklubben 1909, w którym zakończył karierę w 1973.
| Sezon   | Klub             | Kraj       | Rozgrywki        | Mecze | Bramki |
| ------- | ---------------- | ---------- | ---------------- | ----- | ------ |
| 1956/57 | Boldklubben 1909 | Dania      | 1. division      | 15    | 5      |
| 1958    | Boldklubben 1909 | Dania      | 1. division      | 22    | 11     |
| 1959    | Boldklubben 1909 | Dania      | 1. division      | 21    | 9      |
| 1960    | Boldklubben 1909 | Dania      | 1. division      | 19    | 3      |
| 1961    | Boldklubben 1909 | Dania      | 1. division      | 21    | 7      |
| 1962    | Boldklubben 1909 | Dania      | 1. division      | 19    | 5      |
| 1963    | Boldklubben 1909 | Dania      | 1. division      | 18    | 8      |
| 1964    | Boldklubben 1909 | Dania      | 1. division      | 20    | 7      |
| 1965    | Boldklubben 1909 | Dania      | 1. division      | 2     | 0      |
| 1965/66 | Werder Brema     | RFN        | Bundesliga       | 26    | 5      |
| 1966/67 | Werder Brema     | RFN        | Bundesliga       | 27    | 3      |
| 1967/68 | Werder Brema     | RFN        | Bundesliga       | 26    | 5      |
| 1968/69 | Werder Brema     | RFN        | Bundesliga       | 25    | 3      |
| 1969/70 | Werder Brema     | RFN        | Bundesliga       | 27    | 1      |
| 1970/71 | FC Chiasso       | Szwajcaria | Lega Nazionale A | 24    | 3      |
| 1971/72 | FC Chiasso       | Szwajcaria | Lega Nazionale A | 26    | 3      |
| 1972/73 | FC Chiasso       | Szwajcaria | Lega Nazionale A | 19    | 2      |
| 1973    | Boldklubben 1909 | Dania      | 1. division      | 5     | 0      |

## Kariera reprezentacyjna
W reprezentacji Danii John Danielsen zadebiutował 29 czerwca 1958 w przegranym 1-2 meczu Mistrzostw Nordyckich ze Norwegią. W 1960 wystąpił w Igrzyskach Olimpijskich. Na turnieju w Rzymie Dania zdobyła srebrny medal, a Danielsen wystąpił w trzech meczach z Argentyną, Polską i Tunezją. W 1964 wystąpił w Pucharze Narodów Europy. Dania zajęła ostatnie, czwarte miejsce a Danielsen wystąpił w obu jej meczach z ZSRR i Węgrami. Ostatni raz w reprezentacji wystąpił 28 czerwca 1964 w przegranym 1-4 meczu  Mistrzostw Nordyckich ze Szwecją, w którym w 65 min. zdobył honorową bramkę dla Danii. Od 1958 do 1964 roku rozegrał w kadrze narodowej 27 meczów, w których zdobył 7 bramek.
| Mecze i gole w reprezentacji | Mecze i gole w reprezentacji | Mecze i gole w reprezentacji | Mecze i gole w reprezentacji | Mecze i gole w reprezentacji | Mecze i gole w reprezentacji | Mecze i gole w reprezentacji |
| #                            | Data                         | Miasto                       | Przeciwnik                   | Gol                          | Wynik                        | Rozgrywki                    |
| ---------------------------- | ---------------------------- | ---------------------------- | ---------------------------- | ---------------------------- | ---------------------------- | ---------------------------- |
| 1.                           | 29.06.1958                   | Kopenhaga                    | Norwegia                     |                              | 1:2                          | Mistrzostwa Nordyckie        |
| 2.                           | 14.09.1958                   | Helsinki                     | Finlandia                    | Gol · Gol                    | 4:1                          | Mistrzostwa Nordyckie        |
| 3.                           | 24.09.1958                   | Kopenhaga                    | RFN                          |                              | 1:1                          | towarzyski                   |
| 4.                           | 26.10.1959                   | Sztokholm                    | Szwecja                      |                              | 4:4                          | Mistrzostwa Nordyckie        |
| 5.                           | 21.06.1959                   | Kopenhaga                    | Szwecja                      |                              | 0:6                          | Mistrzostwa Nordyckie        |
| 6.                           | 23.09.1959                   | Kopenhaga                    | Czechosłowacja               |                              | 2:2                          | el. ME                       |
| 7.                           | 18.10.1959                   | Brno                         | Czechosłowacja               |                              | 1:5                          | el. ME                       |
| 8.                           | 02.12.1959                   | Ateny                        | Grecja                       |                              | 3:1                          | towarzyski                   |
| 9.                           | 06.12.1959                   | Sofia                        | Bułgaria                     |                              | 1:2                          | towarzyski                   |
| 10.                          | 26.05.1960                   | Kopenhaga                    | Norwegia                     |                              | 3:0                          | Mistrzostwa Nordyckie        |
| 11.                          | 27.07.1960                   | Kopenhaga                    | Węgry ol.                    |                              | 1:0                          | towarzyski                   |
| 12.                          | 26.08.1960                   | Rzym                         | Argentyna ol.                |                              | 3:2                          | Igrzyska Olimpijskie         |
| 13.                          | 29.08.1960                   | Livorno                      | Polska                       |                              | 2:1                          | Igrzyska Olimpijskie         |
| 14.                          | 01.09.1960                   | L’Aquila                     | Tunezja                      |                              | 3:1                          | Igrzyska Olimpijskie         |
| 15.                          | 17.09.1961                   | Kopenhaga                    | Norwegia                     | Gol · Gol                    | 4:0                          | Mistrzostwa Nordyckie        |
| 16.                          | 20.09.1961                   | Düsseldorf                   | RFN                          |                              | 1:5                          | towarzyski                   |
| 17.                          | 15.10.1961                   | Kopenhaga                    | Finlandia                    | Gol · Gol                    | 9:1                          | Mistrzostwa Nordyckie        |
| 18.                          | 05.11.1961                   | Chorzów                      | Polska                       |                              | 0:5                          | towarzyski                   |
| 19.                          | 30.10.1963                   | Tirana                       | Albania                      |                              | 0:1                          | el. ME                       |
| 20.                          | 03.11.1963                   | Bukareszt                    | Rumunia                      |                              | 3:2                          | el. IO                       |
| 21.                          | 28.11.1963                   | Turyn                        | Rumunia                      |                              | 1:2                          | el. IO                       |
| 22.                          | 04.12.1963                   | Luksemburg                   | Luksemburg                   |                              | 3:3                          | el. ME                       |
| 23.                          | 10.12.1963                   | Kopenhaga                    | Luksemburg                   |                              | 2:2                          | el. ME                       |
| 24.                          | 18.12.1963                   | Amsterdam                    | Luksemburg                   |                              | 1:0                          | el. ME                       |
| 25.                          | 17.06.1964                   | Barcelona                    | ZSRR                         |                              | 0:3                          | Euro 64                      |
| 26.                          | 20.06.1964                   | Barcelona                    | Węgry                        |                              | 1:3                          | Euro 64                      |
| 27.                          | 28.06.1964                   | Malmö                        | Szwecja                      | Gol                          | 1:4                          | Mistrzostwa Nordyckie        |